# 19860 Анахтар
19860 Анахтар (2000 UB52, 1998 FP58, 19860 Anahtar) — астероїд головного поясу, відкритий 24 жовтня 2000 року.
Тіссеранів параметр щодо Юпітера — 3,287.